# Francis Baraan
 (septembre 2021).
La mise en forme du texte ne suit pas les recommandations de Wikipédia : il faut le « wikifier ».
Les points d'amélioration suivants sont les cas les plus fréquents :
- Les titres sont pré-formatés par le logiciel. Ils ne sont ni en capitales, ni en gras.
- Le texte ne doit pas être écrit en capitales (les noms de famille non plus), ni en gras, ni en italique, ni en « petit »…
- Le gras n'est utilisé que pour surligner le titre de l'article dans l'introduction, une seule fois.
- L'italique est rarement utilisé : mots en langue étrangère, titres d'œuvres, noms de bateaux, etc.
- Les citations ne sont pas en italique mais en corps de texte normal. Elles sont entourées par des guillemets français : « et ».
- Les listes à puces sont à éviter, des paragraphes rédigés étant largement préférés. Les tableaux sont à réserver à la présentation de données structurées (résultats, etc.).
- Les appels de note de bas de page (petits chiffres en exposant, introduits par l'outil «  Source ») sont à placer entre la fin de phrase et le point final[comme ça].
- Les liens internes (vers d'autres articles de Wikipédia) sont à choisir avec parcimonie. Créez des liens vers des articles approfondissant le sujet. Les termes génériques sans rapport avec le sujet sont à éviter, ainsi que les répétitions de liens vers un même terme.
- Les liens externes sont à placer uniquement dans une section « Liens externes », à la fin de l'article. Ces liens sont à choisir avec parcimonie suivant les règles définies. Si un lien sert de source à l'article, son insertion dans le texte est à faire par les notes de bas de page.
- La présentation des références doit suivre les conventions bibliographiques. Il est recommandé d'utiliser les modèles {{Ouvrage}}, {{Chapitre}}, {{Article}}, {{Lien web}} et/ou {{Bibliographie}}. Le mode d'édition visuel peut mettre en forme automatiquement les références.
- Insérer une infobox (cadre d'informations à droite) n'est pas obligatoire pour parachever la mise en page.

Pour une aide détaillée, merci de consulter Aide:Wikification.
Si vous pensez que ces points ont été résolus, vous pouvez retirer ce bandeau et améliorer la mise en forme d'un autre article.
 (août 2021).
Francis "Frank" Martin Beltran Baraan  (mieux connu sur les réseaux sociaux sous le nom de Francis Baraan IV ou Frank Baraan ; né le 5 de décembre 1982) est un défenseur des droits humains philippin , journaliste, chroniqueur, blogueur politique, propriétaire d'hôtel  et personnalité des médias sociaux,,,.
En 2020, il a été nommé pour le prix The Outstanding Young Men of the Philippines (TOYM). Il faisait partie de ceux qui sont entrés parmi les finalistes pour son activisme sur les réseaux sociaux et pour ses chroniques dans The Philippine Business and News.

## Jeunesse et famille
Francis est né dans la ville de Dagupan, Pangasinan. Il est le fils aîné de l'avocat et ancien sous-secrétaire à la justice Francisco Baraan III et de l'homme d'affaires Felicidad Villarda Beltran-Baraan.

## Mauvaise information
Francis, tout comme les personnalités publiques, Bianca Gonzales et la chanteuse Kakie Pangilinan, a tweeté des informations non vérifiées sur des "personnes d'intérêt" dans la mort de la controversée hôtesse de l'air PAL Christine Dacera, et a présenté des excuses publiques,.

## Nominations et récompenses de célébrités
En octobre 2020, Francis du Chapitre JCI de Cainta a été nommé pour l'un des prix les plus prestigieux pour la jeunesse philippine, les Prix JCI Philippines pour les jeunes hommes exceptionnels des Philippines (TOYM) . Il a été nommé pour son activisme politique, son plaidoyer en faveur de la santé mentale , sa défense des droits de l'homme et pour ses articles dans sa rubrique « Brutally Frank » dans The Philippine Business and News.
Sur les quelques centaines de nommés de toutes les Philippines, Francis était l'un des sélectionnés parmi les 30 finalistes, dont 10 ont finalement été honorés par TOYM.
TIME Democracy Icon et la sénatrice Leila de Lima ont même écrit à Francis de Camp Crame lorsqu'il a été nommé.